# 大水 (企業)
株式会社大水（だいすい、英: DAISUI CO.,LTD.）は、関西の中央卸売市場を主要な拠点として、水産物の卸売を行う企業。

## 概要
大阪市中央卸売市場をはじめとする京阪神の中央卸売市場及び地方卸売市場における水産物の卸売販売、またそれを補完する形での冷蔵倉庫業等の事業を展開している。
1947年（昭和22年）11月に大阪魚類統制㈱が閉鎖機関に指定せられ、分割再編されたとき、新会社大阪水産物として発足した。

## 組織・事業所
営業本部の下に各市場で荷受・卸売業務を行う大阪本場支社、東部支社（東部市場）、北部支社（北部市場）、京都支社（京都市中央市場）、神戸支社（神戸市中央市場本場）、神戸東部支社（神戸市中央市場東部市場）が位置している。
組織上では本場支社・東部支社・北部支社の鮮魚部門は営業本部下に「大阪鮮魚部門」として集約されている。
- 本社・大阪本場支社 - 大阪市中央卸売市場本場における水産物荷受業務
- 東部支社 - 大阪市中央卸売市場東部市場における水産物荷受業務
- 北部支社 - 大阪府中央卸売市場における水産物荷受業務
- 京都支社 - 京都市中央卸売市場第一市場における水産物荷受業務
- 神戸支社 - 神戸市中央卸売市場本場における水産物荷受業務
- 神戸東部支社 - 神戸市中央卸売市場東部市場における水産物荷受業務[8]

営業本部直轄で外販部があり、これらと別に原料開発事業部が置かれている。管理業務に関しては管理本部が統括している。

## グループ会社
連結子会社
- 株式会社京都興産（大阪府大阪市北区堂島2丁目3番5号） - 水産物販売
- 丸魚食品株式会社（京都市南区吉祥院新田弐ノ段町69） - 水産物販売
- 株式会社大分水産（大分県大分市豊海3丁目2番1号） - 大分市公設地方卸売市場における水産物荷受業務
- 別府魚市株式会社（⼤分県別府市亀川浜⽥町990番地の91） - 別府市公設地方卸売市場における水産物荷受業務
- 大阪東部冷蔵株式会社（大阪市東住吉区今林3丁目1番50号） - 冷蔵倉庫業

関連会社（いずれも持分法適用会社ではない）
- 大阪府中央卸売市場水産物清算株式会社
- 大分魚函サービス株式会社
- 大分水産物清算株式会社

## 沿革[10]
- 1939年（昭和14年）4月 - 大阪冷凍海老株式会社を資本金5万円で設立する。
- 1941年（昭和16年）8月 - 商号を共同水産加工株式会社に変更する。
- 1944年（昭和19年）1月 - 商号を共同水産株式会社に変更する。
- 1947年（昭和22年）9月 - 商号を大阪水産物株式会社に変更、大阪府における公認荷受機関となる。
- 1948年（昭和23年）3月 - 水産物の売買及び販売の受託を目的とし、商号を株式会社大水に変更する。
- 1950年（昭和25年）8月 - 大阪府知事より水産物卸売人として許可を受ける。
- 1956年（昭和31年）11月 - 大阪塩干株式会社の営業権を一部譲受ける。
- 1960年（昭和35年）10月 - ㈱京都大水廃業。委託品の販売は京都魚市場㈱に引き継ぎ。
- 1978年（昭和53年）5月 - 大阪府中央卸売市場に水産物部卸売業者として農林大臣より許可を受け、北部支社を開設。
- 1981年（昭和56年）10月 - 大阪東部水産市場株式会社より営業権を一部譲受け、水産物部卸売業者として農林水産大臣より許可を受け、東部支社を開設。
- 1992年（平成4年）3月 - 大阪東部冷蔵株式会社を子会社化。
- 1997年（平成9年）3月 - 大阪証券取引所市場第二部に株式を上場。
- 2000年（平成12年） 9月 - 神戸海産物株式会社を吸収合併。
- 2001年（平成13年）10月 - 京都魚市場株式会社を吸収合併、この合併により同社の子会社であった株式会社京都興産及び丸魚食品株式会社を子会社化。
- 2005年（平成17年）5月 - 株式会社明石丸海を吸収合併し、明石支社開設。
- 2008年（平成20年）11月 - 業績に影響を与える事象の発生について発表
- 2009年（平成21年）3月 - 日本水産株式会社（現 株式会社ニッスイ）による公開買い付けにより筆頭株主としての保有割合が30%超に
- 2009年（平成21年）6月 - 25年間代表取締役社長を務めた清水 元一氏（2016年死去）が取締役を退任
- 2009年（平成21年）7月 - 本部制を導入。本社の営業部門を大阪本場支社に改称し、営業本部に移行。管理部門を管理本部に移行。また、明石支社を神戸支社に移管し神戸支社明石営業部とする[11]。
  - 8月 - 大阪証券取引所から特設注意市場銘柄の指定を受ける。
- 2011年（平成23年）11月 - 大阪証券取引所が特設注意市場銘柄の指定を解除。
- 2013年（平成25年）
  - 4月 - 子会社の株式会社大分水産が、水産物部の営業の譲受けについて大分県知事より認可を受け、大分市公設地方卸売市場において事業を開始。
  - 7月 - 東京証券取引所と大阪証券取引所の統合に伴い、東京証券取引所市場第二部に株式を上場。
- 2020年（令和2年） - 別府市公設地方卸売市場の株式会社別府魚市の全株式を取得し完全子会社化。別府魚市はマルハニチログループの九州魚市が発行済み全株式を保有しており、同社から全株式を取得した[12]。
- 2022年（令和4年） - 東京証券取引所の区分見直しにより東証スタンダードに上場変更。
  - 6月 - 神戸支社明石営業部を廃止し[13]、明石市公設地方卸売市場の卸売業務より撤退。